# Thetis (Mythologie)

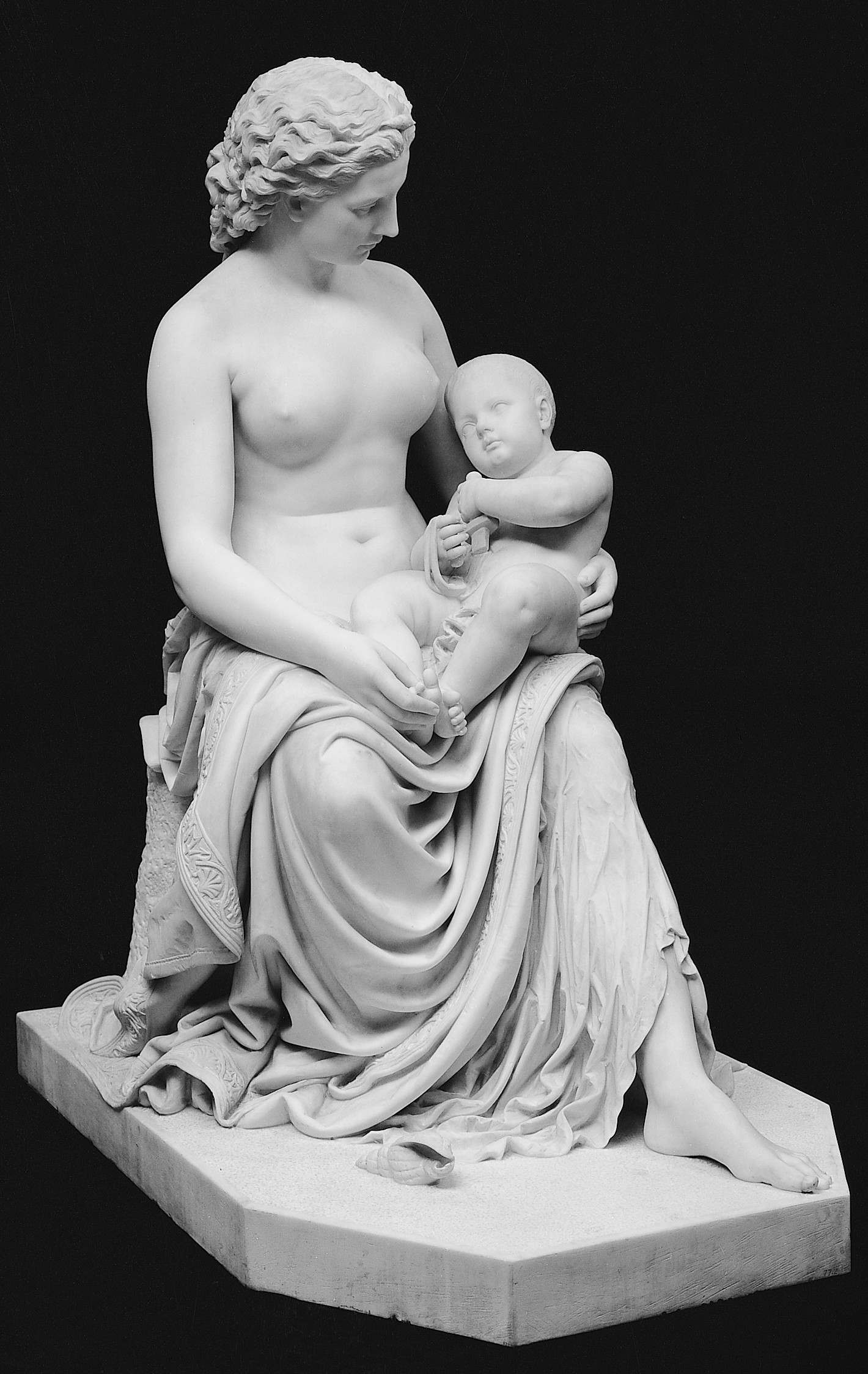
Thetis und ihr Sohn Achilleus (Skulptur von Pierce Francis Connelly, 1874, Metropolitan Museum of Art, New York)

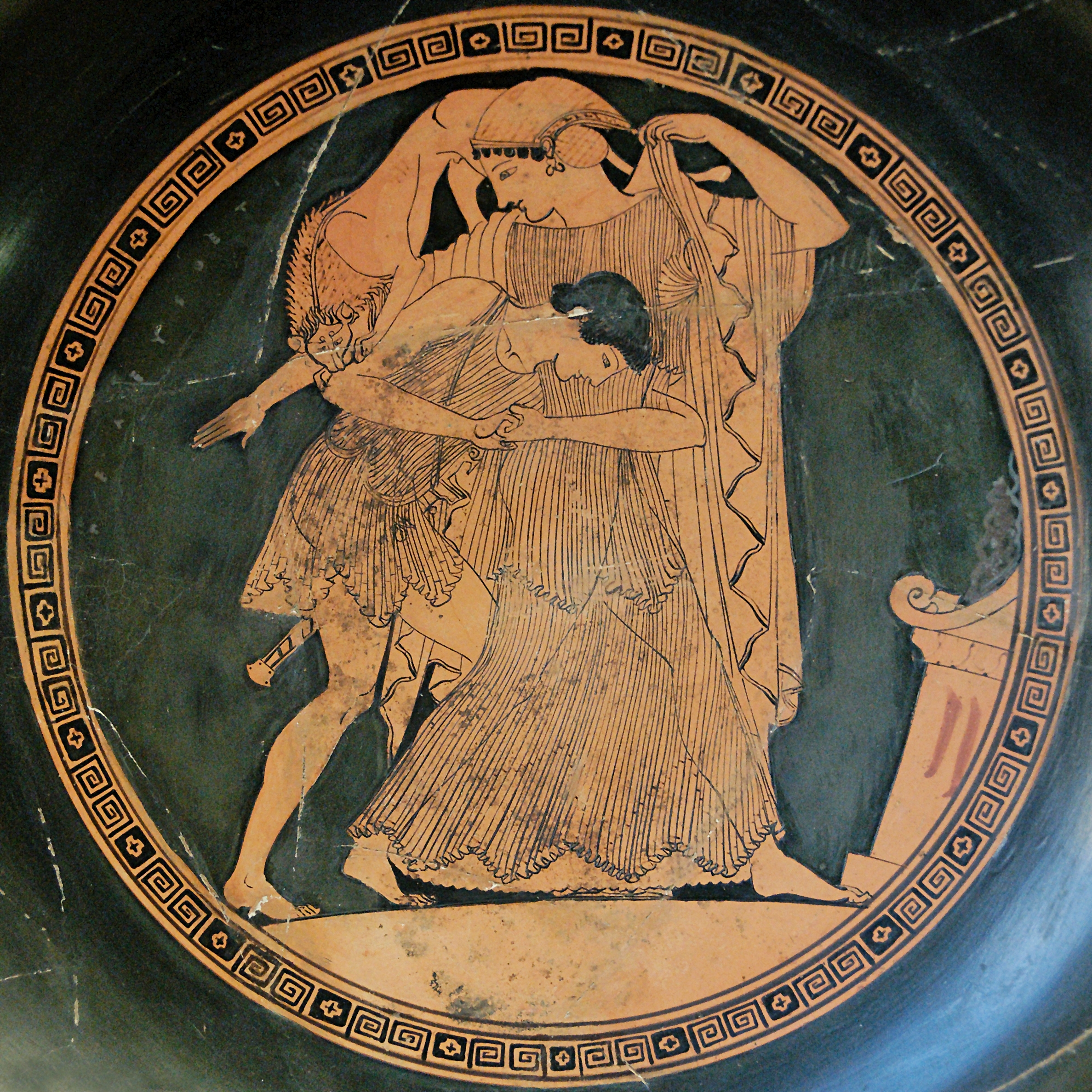
Thetis im Ringkampf mit Peleus. Er hält sie fest, als sie sich in einen Löwen verwandelt (auf einer Kylix, um 490 v. Chr., Cabinet des Médailles, Paris)

Thetis (altgriechisch Θέτις Thétis) ist eine Meeresnymphe und Meeresgöttin aus der griechischen Mythologie. Sie war eine Tochter des Meeresgottes Nereus und der Okeanide Doris und damit eine der 50 Nereiden. Die Titanin Tethys war ihre Großmutter. Thetis heiratete den Menschen Peleus, ihr gemeinsamer Sohn Achilleus war der stärkste griechische Held im Trojanischen Krieg. Mehrfach stand Thetis ihrem Sohn während des Krieges bei.

## Mythologie

### Als Göttin
Thetis ist die Tochter von Nereus und der Doris und damit eine der 50 Nereiden, als deren schönste sie galt. Oft wird Thetis die „silberfüssige“ genannt. Gemeinsam mit der Okeanide Eurynome zog Thetis den Gott Hephaistos auf, nachdem dieser von seiner Mutter Hera, oder in anderen Versionen von Zeus, verstoßen worden war. In dieser Zeit lernte Hephaistos die Schmiedekunst.
Als sich Hera, Poseidon und Athene gegen Zeus verschworen hatten und planten Zeus zu überwältigen und zu fesseln, kam Thetis Zeus zu Hilfe. Sie holte den hundertarmigen Riesen Briareos auf den Olymp, der sich schützend neben Zeus setzte. Dionysos kam sie zu Hilfe, als dieser vor dem König Lykurgos floh, indem sie Dionysos im Schoße des Meeres aufnahm. Auch den Argonauten, unter ihnen ist ihr späterer Ehemann Peleus, standen Thetis und die Nereiden schützend bei und geleiteten sie durch Skylla und Charybdis (Meerenge von Messina).

### Vermählung mit Peleus
In einer Prophezeiung der Themis war vorausgesagt worden, dass der Sohn der Thetis stärker und mächtiger als sein Vater werden würde. Deshalb wollte keiner der verliebten Götterbrüder Zeus und Poseidon sie mehr heiraten, und sie überließen ihr den sterblichen Peleus zum Mann. Einer anderen Version zufolge wies Thetis das Liebeswerben des Zeus zurück. Peleus überraschte Thetis schlafend in einer Grotte, packte sie und ließ sie nicht mehr los. Nun versuchte sie, sich ihm durch Verwandlungen in verschiedene Gestalten zu entziehen: Sie wurde zu Feuer, zu Wasser, zu einem Baum, zu einem Löwen, einer Schlange, in manchen Varianten auch einem Tintenfisch. Peleus hielt sie die ganze Zeit weiter fest, obwohl er verbrannt, durchnässt, zerkratzt und gebissen wurde. Letztlich blieb Peleus der Sieger dieses Ringkampfes.
Aus dieser Verbindung ging Achilleus hervor, den Thetis in den Fluss Styx tauchte, um ihn unverwundbar zu machen; nur seine Ferse, an der sie ihn hielt, blieb unbenetzt – dies war dann die sprichwörtliche Achillesferse. In anderen Versionen hält sie Achill ins Feuer um ihn unverwundbar zu machen. Da kommt Peleus hinzu, der die Handlung von Thetis missversteht und seinen Sohn an der Ferse aus dem Feuer zieht.

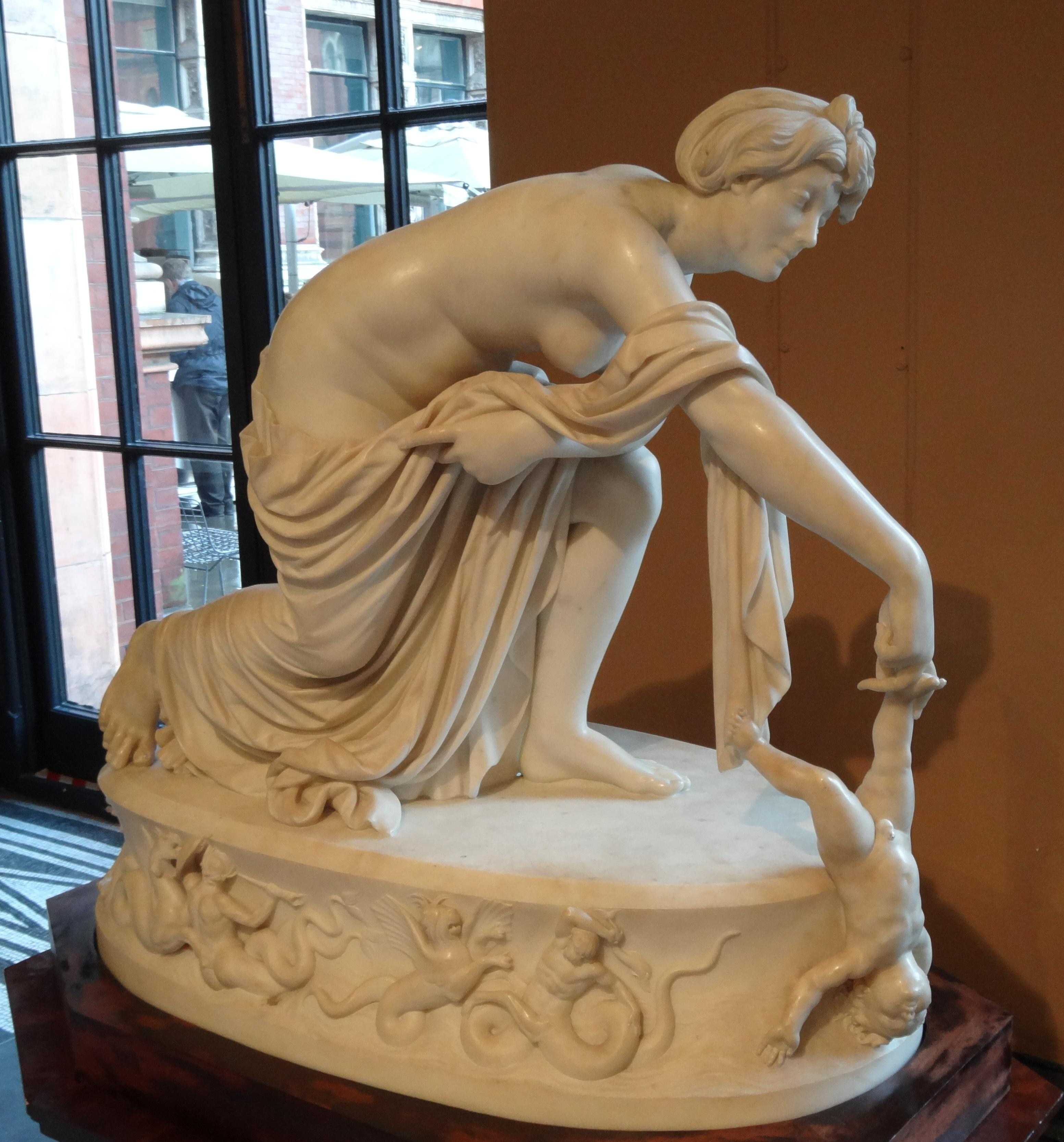
Thetis taucht ihren Sohn Achilleus in den Styx um ihn unverwundbar zu machen (Skulptur von Thomas Banks, 1789)

Bei der Hochzeit von Thetis und Peleus nahm der Trojanische Krieg seinen Ausgang. Alle Götter waren eingeladen, bis auf Eris, die Göttin der Zwietracht. Diese warf aus Rache einen goldenen Apfel mit der Aufschrift „Der Schönsten“ (altgriechisch καλλίστῃ, kallístä) unter die Gäste. Den daraufhin ausbrechenden Streit zwischen Hera, Athene und Aphrodite sollte Zeus entscheiden, doch dieser gab die Entscheidung an den trojanischen Prinzen Paris weiter. Die drei Göttinnen versuchten Paris durch Versprechen für sich zu gewinnen. Aphrodite versprach ihm Helena, die Ehefrau von Menelaos, dem König von Sparta, und konnte Paris so für sich gewinnen. Paris entführte Helena nach Troja, woraufhin der Trojanische Krieg ausbrach, in welchem Achill als stärkster Heros der Griechen seinen Ruhm gewann.

### Trojanischer Krieg

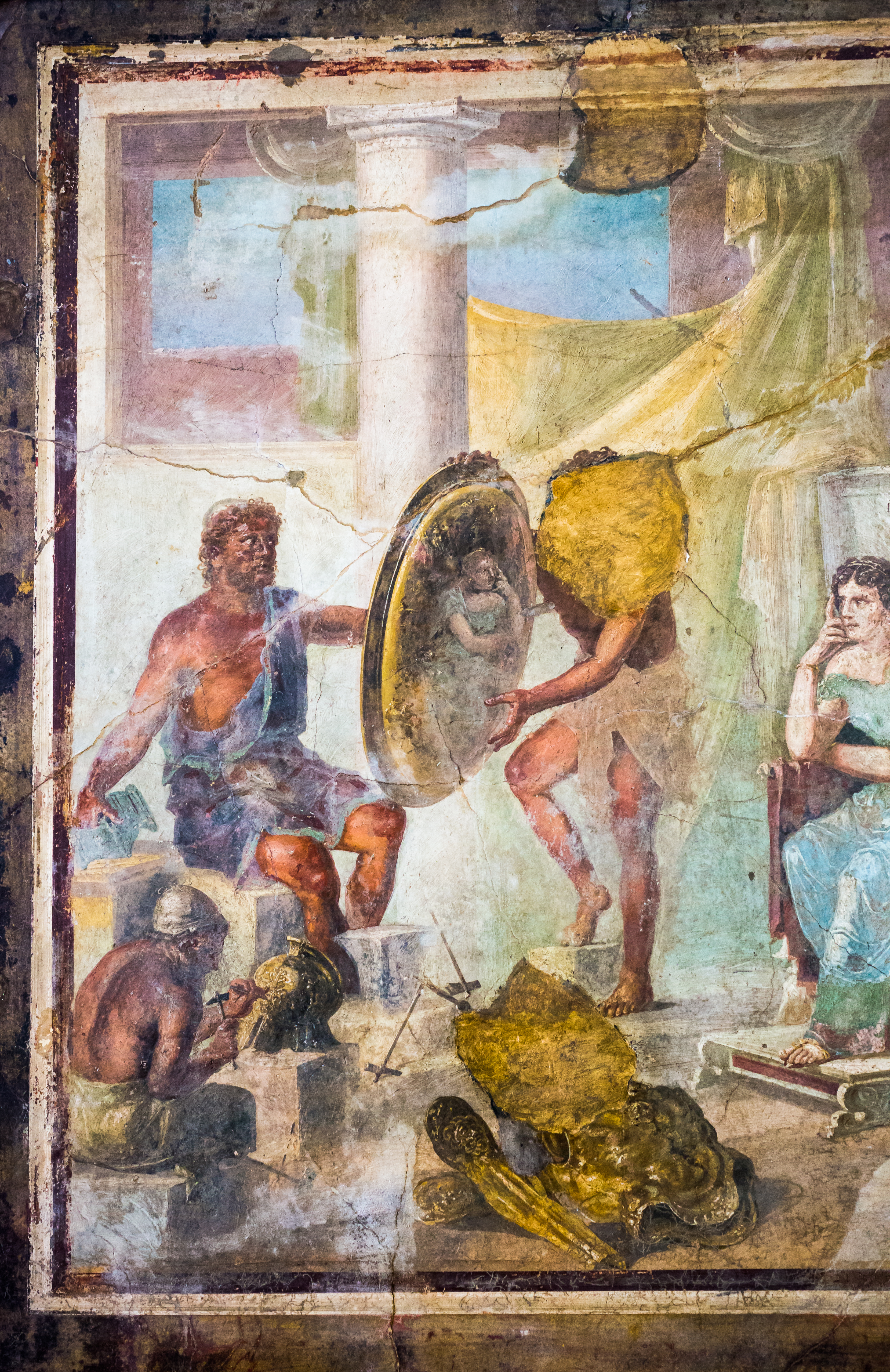
Thetis in der Schmiede des Hephaistos (Fresko aus der Casa di Paccius Alexander in Pompeji, Archäologisches Nationalmuseum Neapel)

Thetis war prophezeit worden, dass Achilleus in Troja fallen werde, weshalb sie versuchte, seine Teilnahme am Krieg zu verhindern. Als die Griechen ihre Soldaten sammelten, verkleidete Thetis ihren Sohn als Mädchen und versteckte ihn auf der Insel Skyros. Odysseus konnte Achilleus jedoch durch List enttarnen. 
Während des Kriegs stand Thetis ihrem Sohn mehrfach bei. Achill legte nach einem Streit mit dem griechischen Heerführer Agamemnon die Waffen nieder. Wutentbrannt bat Achilleus seine Mutter, Zeus zu bewegen, die feindlichen Trojaner so lange in den Gefechten siegen zu lassen, bis ihm Genugtuung gegeben worden sei. Thetis besuchte deswegen Zeus, dem sie einst zur Hilfe geeilt war und der in ihrer Schuld stehende Zeus gab ihrer Bitte nach.
Nachdem Achills Freund Patroklos von Hektor getötet worden war, besuchte Thetis Achill und beklagte mit ihm gemeinsam den Tod des Patroklos. Achilleus schwörte Hektor Rache. Daraufhin suchte Thetis den Gott der Schmiedekunst Hephaistos auf, den sie einst groß gezogen hatte, und bat Hephaistos neue Waffen (eine Rüstung) für Achill anzufertigen, was dieser aus Dankbarkeit gegenüber Thetis befolgte. Diese Szene wird ausführlich im 18. Gesang der Ilias beschrieben, bekannt ist vor allem die Verzierung des Schildes von Achilleus mit Szenen aus dem damals zeitgenössischen griechischen Alltag. Thetis brachte ihrem Sohn die neuen Waffen, ermutigte ihn zum Kampf und wies ihn an, den Streit mit Agamemnon beizulegen. Den Leichnam des Patroklos konservierte Thetis mit Nektar und Ambrosia um ihn vor der Verwesung zu schützen. Nachdem Achilleus Hektor getötet hatte, nahm er dessen geschundenen Leichnam mit in sein Lager, was die Götter erzürnte. Zeus holte Thetis in den Olymp und forderte sie auf ihren Sohn umzustimmen, was Thetis befolgte. Sie überredete ihren Sohn und dieser übergab den Leichnam an Hektors Vater Priamos.
Achilleus fiel am Ende des Krieges durch einen von Paris mit Apollons Hilfe abgeschossenen Pfeil, der ihn just in die Ferse traf, der einzig verwundbaren Stelle seines Körpers. Einer späteren Sage zufolge rettete Thetis den Leichnam des Achilleus vom Scheiterhaufen und brachte ihn auf die Insel Leuke, eine Art Elysion, und verschaffte ihm so die Unsterblichkeit.

## Rezeption

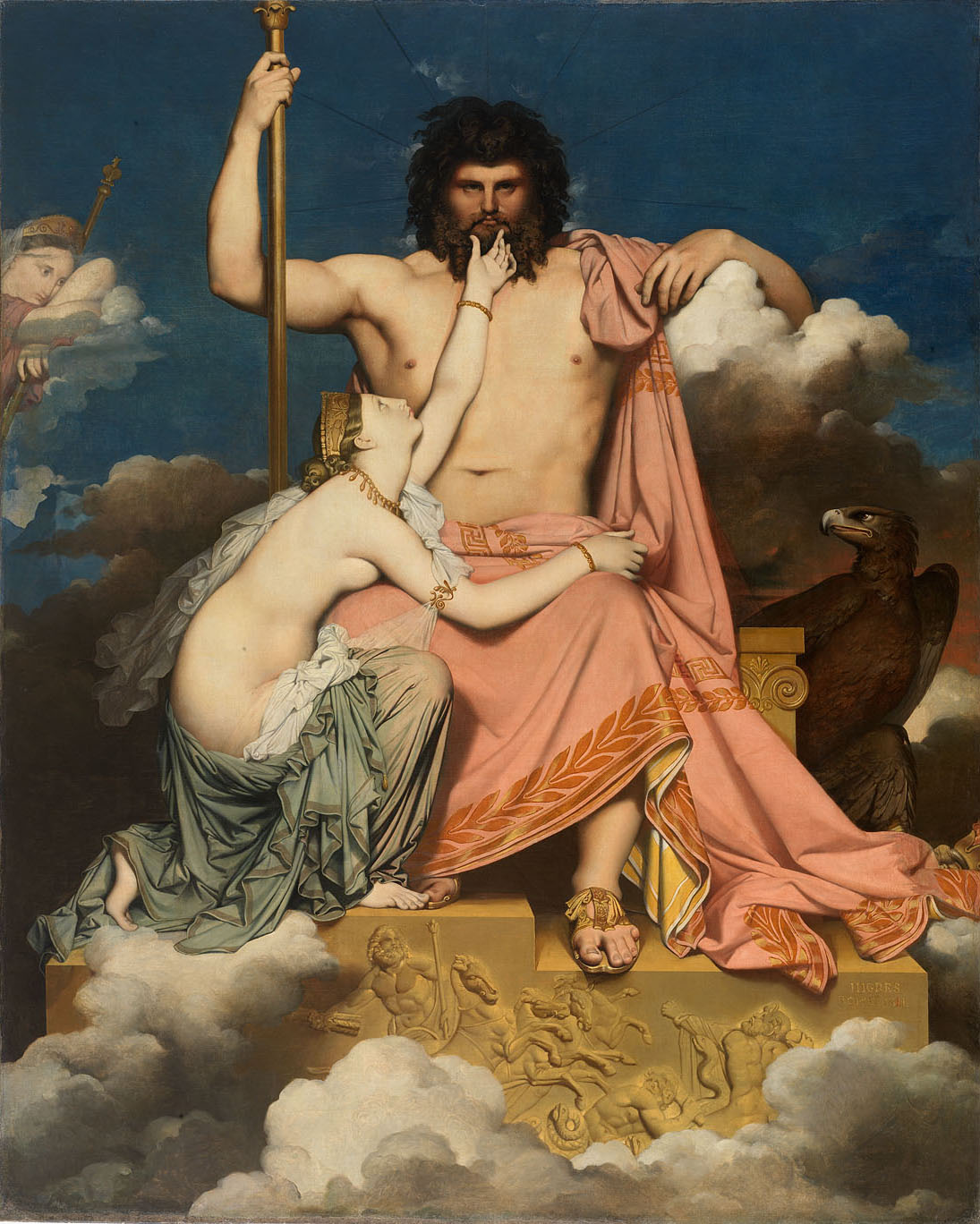
Jean-Auguste-Dominique Ingres: Jupiter und Thetis, 1811.